# Elezioni parlamentari in Serbia del 2012
Le elezioni parlamentari in Serbia del 2012 si sono tenute il 6 maggio, contestualmente alle elezioni presidenziali e locali.
Esse sono state vinte dal Partito Progressista Serbo, il quale ha formato il nuovo governo con il Partito Socialista di Serbia ed altri partiti minori, come premier è stato eletto il leader dei socialisti Ivica Dačić.

## Risultati
| Liste                                                                                   | Voti      | %     | Seggi |
| --------------------------------------------------------------------------------------- | --------- | ----- | ----- |
| Attiviamo la Serbia (SNS - NS - PS - PSS - NSS)                                         | 940 659   | 25,16 | 73    |
| Scelta per una vita migliore (DS - SDPS - LSV - ZS - DSHV - DHSS)                       | 863 294   | 23,09 | 67    |
| Partito Socialista di Serbia - Partito dei Pensionati Uniti di Serbia - Serbia Unitaria | 567 689   | 15,18 | 44    |
| Partito Democratico di Serbia                                                           | 273 532   | 7,32  | 21    |
| Čedomir Jovanović - Inversione (LDP - SPO - SDU - BS - VP - DPS - ZEP - PVS)            | 255 546   | 6,83  | 19    |
| Regioni Unite di Serbia (G17+ - ZZŠ - NS)                                               | 215 666   | 5,77  | 16    |
| Partito Radicale Serbo                                                                  | 180 558   | 4,83  | –     |
| Dveri                                                                                   | 169 590   | 4,54  | –     |
| Alleanza degli Ungheresi di Voivodina                                                   | 68 323    | 1,83  | 5     |
| Partito d'Azione Democratica del Sangiaccato                                            | 27 708    | 0,74  | 2     |
| Tutti insieme (BDZ - GSM - DZH - VMDK/DZVM - SS)                                        | 24 993    | 0,67  | 1     |
| Movimento NOPO                                                                          | 22 905    | 0,61  | 1     |
| Coalizione degli Albanesi della valle di Preševo                                        | 13 384    | 0,36  | 1     |
| Partito Riformista                                                                      | 8 867     | 0,24  | –     |
| Partito Montenegrino                                                                    | 3 855     | 0,10  | –     |
| Totale                                                                                  | 3 739 317 | 100   | 250   |

## Scenario

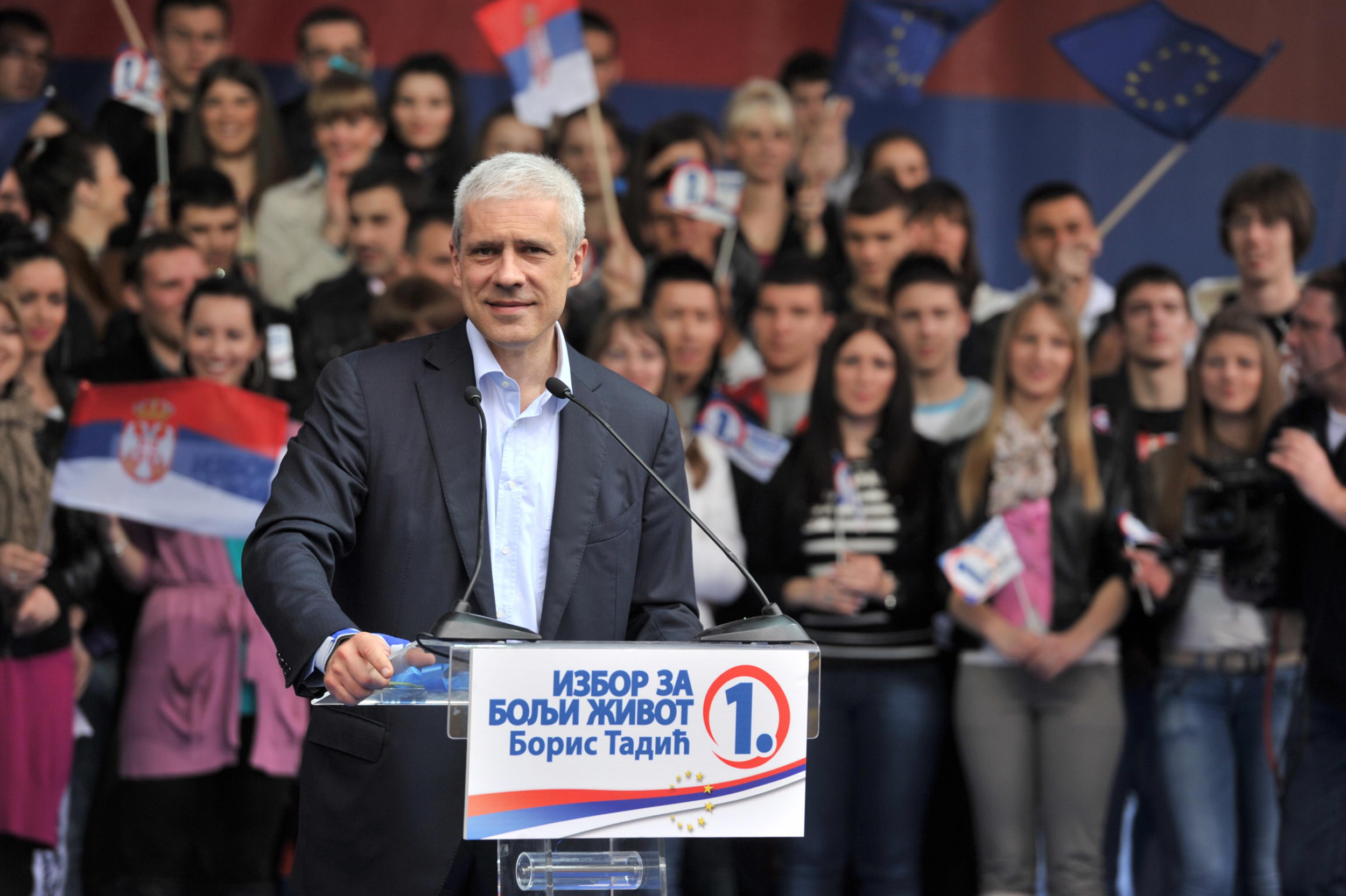
Il leader del DS Boris Tadić durante un comizio a Prokuplje.

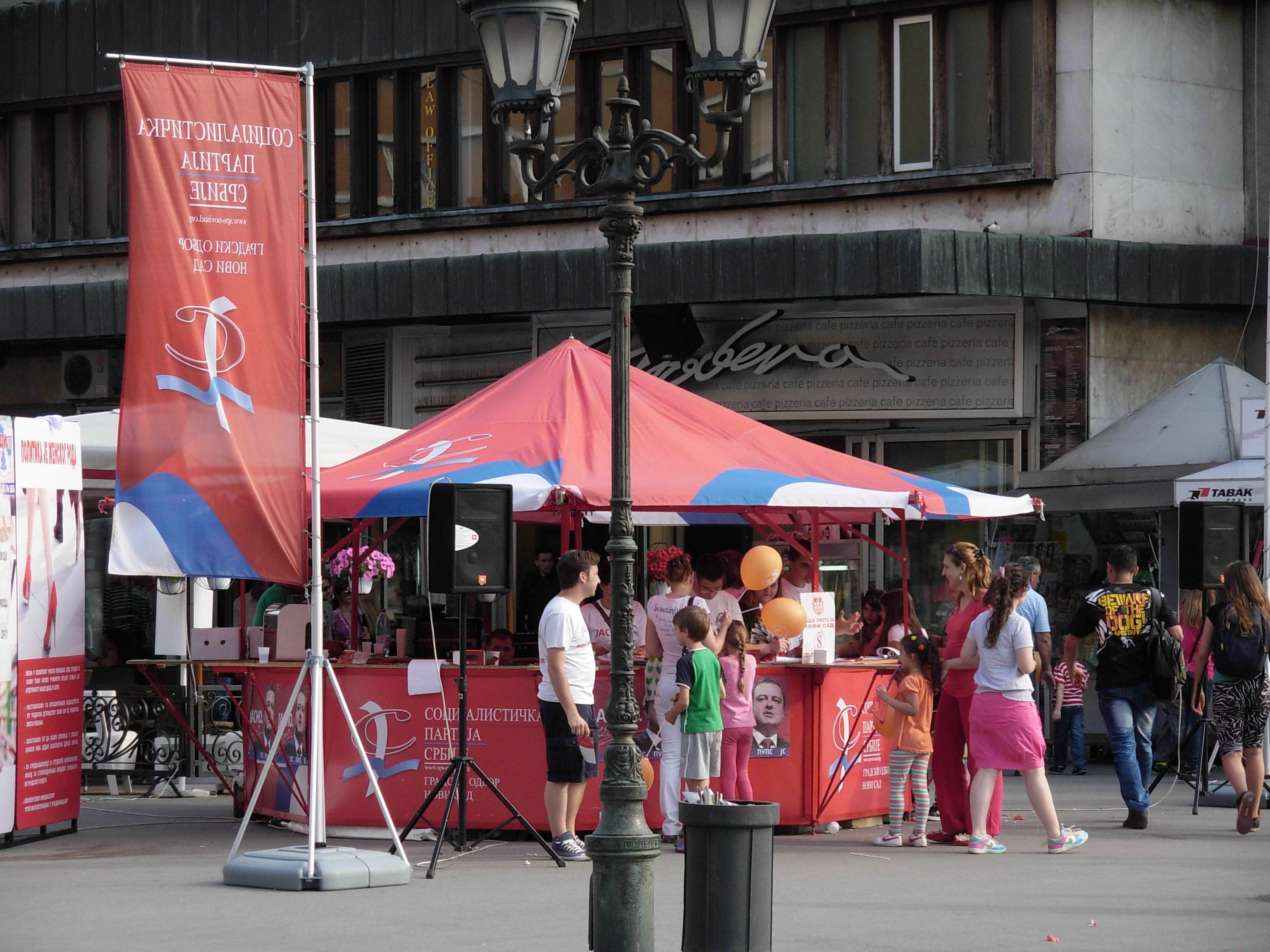
Partito Socialista di Serbia

Le elezioni parlamentari del 2008 hanno portato alla creazione di un nuovo governo pro-europeo il 7 luglio 2008, formato dalla coalizione Per una Serbia Europea del presidente Boris Tadić e dalla coalizione del Partito Socialista di Serbia (SPS-PUPS-JS), oltre che dalle minoranze. Il nuovo governo ha eletto Mirko Cvetković del Partito Democratico, come primo ministro.
Il Partito Radicale Serbo (SRS), maggior partito d'opposizione ha avuto una spaccatura dopo le elezioni, infatti alla fine del 2008 i due vicepresidenti di SRS Tomislav Nikolić e Aleksandar Vučić hanno abbandonato il partito per creare un nuovo soggetto politico di destra più moderato il Partito Progressista Serbo (SNS).
SNS dopo aver vinto le elezioni locali nel 2009 si è affermato come il più forte partito d'opposizione ed è favorito anche dai sondaggi.

## Coalizioni e alleanze
Nel 2011, G17 Plus ha formato una coalizione regionalista chiamata Regioni Unite di Serbia (URS). Inoltre, il Partito Liberal-Democratico (LDP), il Movimento del Rinnovamento Serbo (SPO) e l'Unione Social Democratica (SDU) hanno lanciato un'alleanza elettorale chiamata "Inversione".
Il Partito Democratico (DS) ha avviato una coalizione col Partito Socialdemocratico di Serbia (SDPS), con la Lega dei Socialdemocratici di Voivodina (LSV), col Partito Democratico Cristiano di Serbia (DHSS) e altri, chiamata "Scelta per una vita migliore - Boris Tadić".
Il Partito Progressista ha creato una lista unitaria con Nuova Serbia (NS), il Movimento della Forza di Serbia (PSS), il Movimento Socialista (PS) e altri, denominata "Attiviamo la Serbia - Tomislav Nikolić".

## Sondaggi
| Fonte                          | DS   | SNS  | SRS | DSS | SPS  | LDP | URS | Altri | Errore |
| ------------------------------ | ---- | ---- | --- | --- | ---- | --- | --- | ----- | ------ |
| Faktor Plus                    | 28.3 | 33.5 | 5.5 | 5.7 | 11.8 | 6.2 | 3.3 |       |        |
| IRI                            | 24.0 | 27.0 | 5.0 | 8.0 | 12.0 | 8.0 | 8.0 | 8.0   |        |
| Faktor Plus                    | 29.4 | 33.4 | 5.7 | 5.5 | 11.6 | 6.3 | 3.5 |       |        |
| Faktor Plus                    | 29.1 | 33.2 | 5.8 | 5.8 | 11.1 | 6.4 | 3.8 |       |        |
| Faktor Plus                    | 28.2 | 30.6 | 7.0 | 5.6 | 7.1  | 6.0 | 3.0 | 7.2   | -      |
| NSPM                           | 25.0 | 28.9 | 6.5 | 7.5 | 11.2 | 6.3 | 4.0 | 12.3  | -      |
| Factor Plus                    | 26.7 | 32.8 | 7.1 | 5.4 | 7.1  | 5.8 | 3.2 | 11.9  | -      |
| NSPM                           | 27   | 28.5 | 7.1 | 7.1 | 8.3  | 6.6 | 3.2 | 12.3  | -      |
| VIP                            | 25   | 36   | 8   | 5   | 7    | 5   |     |       | -      |
| Strategic Marketing            | 29   | 33   | 8   | 6   | 4    | 4   | 4   |       |        |
| IFIMES International Institute | 23.3 | 42.9 | 6.9 | 7.8 | 5.4  | 7.1 | 1.8 | 4.8   |        |
| Factor Plus                    | 28.2 | 37.3 |     |     |      |     |     |       |        |
| VIP                            | 24.3 | 41.7 | 7.5 | 7.1 | 5.5  | 8.6 | 1.4 |       |        |
| IFIMES International Institute | 24.3 | 41.8 | 7.7 | 7.1 | 5.5  | 8.3 | 1.4 | 3.9   |        |
| TNS Medium                     | 30.6 | 29.9 | 8.3 | 6.2 | 6.7  | 4.3 | 3.0 | 11.0  |        |
| Strategic Marketing            | 35.1 | 31   | 9.7 | 6.7 | 4.4  | 4.7 |     |       |        |
| Strategic Marketing            | 35   | 31   | 10  | 7   | 4    | 5   | 0.5 | 7.5   |        |
| Strategic Marketing            | 40   | 20   | 10  | 10  |      | 6   |     |       |        |
| Strategic Marketing            | 28.9 | 21   | 7.2 |     |      |     |     |       |        |